# Pact van Londen
Het Pact van Londen (Italiaans: Patto di Londra), ook wel: het Verdrag van Londen (Italiaans: Trattato di Londra) was een geheim verdrag dat gesloten werd in 1915 tussen Italië en de Entente (onder andere Frankrijk, Groot-Brittannië en Rusland). Dit verdrag regelde de beloning voor Italië als het zou overstappen naar het geallieerde kamp. Met het Pact van Londen kon Italië een maximale expansie naar het oosten realiseren, daar het als basis diende voor het Verdrag van Rapallo (1920).

## Achtergrond
Nadat op 28 juli 1914 de Eerste Wereldoorlog was uitgebroken, verklaarde Italië zich op 2 augustus in dit conflict neutraal. Bestaande verplichtingen tussen Oostenrijk-Hongarije en Italië moesten vooral de status quo aan de grenzen garanderen.

Toen het in 1915 duidelijk werd dat de oorlog langer zou gaan duren dan de legerleidingen in de verschillende landen oorspronkelijk hadden gedacht, werd het van steeds groter belang een doorbraak te forceren. Menigeen meende dat Italië deze doorbraak kon leveren, indien het actief aan de oorlog zou gaan deelnemen. Zo zou Frankrijk zijn troepen aan de Italiaanse grens kunnen verplaatsen en aan het front inzetten.
Vanuit deze positie kon Italië onderhandelen met beide partijen, de Entente en de centrale mogendheden, om zo veel mogelijk voordeel te behalen. De Italiaanse premier Antonio Salandra introduceerde in deze context de gevleugelde uitdrukking van het sacro egoismo. 
In maart 1915 bood Oostenrijk-Hongarije onder Duitse druk Zuid-Tirol met Trentino aan Italië aan, hetgeen echter pas na de oorlog door Italië ingelijfd mocht worden. De Italiaanse minister van Buitenlandse Zaken Sidney Sonnino wilde echter de irredentistische formule realiseren: Zuid-Tirol plus Triëst, Görz en Gradisca, Koper (Capodistria) en delen van Istrië. Triëst en omstreken zou een onafhankelijke republiek worden. Daarnaast eiste Italië verschillende Dalmatische eilanden op. Een en ander zou onmiddellijk gerealiseerd moeten worden.

Oostenrijk-Hongarije ging hiermee niet akkoord en Italië stapte op 3 mei 1915 uit de alliantie met de centralen. Italië had echter al enige dagen eerder, op 26 april 1915, het Pact van Londen met de Entente getekend.

## Inhoud
Het Pact van Londen verzekerde Italië van de volgende gebieden:
- het overwegend Duitstalige Zuid-Tirol en Trentino
- het uitsluitend Duits- en Sloveenstalige Val Canale rond Tarvisio
- het etnisch gemengde Görz en Gradisca, Triëst, Istrië (echter zonder Rijeka), de Kvarner en verschillende eilanden (onder meer Cres en Losinj)
- het Oostenrijkse kroonland Primorska
- Vlorë
- De Dodekanesos
- circa de helft van Dalmatië
- in het geval van de ontmanteling van het Ottomaanse Rijk, een nader te bepalen deel van de regio rond Antalya
- Albanië werd een protectoraat van Italië

Bovendien zou Italië worden gecompenseerd voor elke (Franse of Britse) verovering van Duitse koloniale bezittingen in Afrika door Frankrijk en Groot-Brittannië. Het Pact van Londen werd bekroond door een krediet aan het economisch noodlijdende Italië ter hoogte van 50 miljoen Britse pond. Ook werd aangegeven welke Oostenrijkse gebieden aan Servië en Montenegro zouden worden toegewezen, hoewel deze landen geen partij waren bij de totstandkoming van het pact.
Het Pact werd officieel bekend, doordat de bolsjewieken na de Oktoberrevolutie in 1917 de documenten publiceerden.
Een van de strijders tegen dit pact - en in het algemeen tegen de geheime diplomatie - was de Amerikaanse president Thomas Woodrow Wilson (met zijn Veertien Punten, 8 januari 1918).

## Omzetting na afloop van de oorlog
Uiteindelijk werd in de naoorlogse vredesonderhandelingen te Parijs het Pact van Londen enigszins afgezwakt. De claims op Albanië en Dalmatië werden afgewezen. Ook kreeg Italië geen Duits koloniaal bezit toegewezen. Rijeka (Fiume), dat het pact niet aan Italië had toegewezen, werd een twistpunt tussen Italië en het Koninkrijk der Serviërs, Kroaten en Slovenen. De Italiaanse delegatie, geleid door premier Orlando, eiste de toegezegde gebieden van het Pact van Londen; nu inclusief Rijeka. Tevens trachtte de Italiaanse regering alsnog een groot deel van Turkije te verkrijgen. Dit zou nadien leiden tot een Brits-Frans-Griekse tegenreactie, de opdeling van Turkije en de Grieks-Turkse Oorlog. 
De onderhandelingsdelegaties in Parijs zagen zich deels voor voldongen feiten gesteld. Italiaanse troepen bezetten reeds begin november 1918 onder leiding van d'Annunzio verschillende gebieden, zoals de steden Gorizia en Rijeka. Hierdoor zag de nieuw gestichte Staat van Slovenen, Kroaten en Serven zich genoodzaakt om met Servië de vorming van het Koninkrijk der Serviërs, Kroaten en Slovenen snel om te zetten. De onderhandelingen verliepen stroef, met name weigerde Italië het Koninkrijk der Serviërs, Kroaten en Slovenen te erkennen en wilde slechts met de oude staten Servië en Montenegro onderhandelen. De aangevoerde reden was dat verschillende topfiguren van de delegatie van het Koninkrijk der Serviërs, Kroaten en Slovenen voordien topposities binnen de Habsburgse monarchie hadden bekleed. 

## Nasleep
Het Pact van Londen is een voorbeeld van de oude Europese geheime diplomatie, waarin invloedssferen worden vastgelegd zonder de positie van de betrokken bevolking ook maar enigszins te betrachten. Slachtoffers van het Pact van Londen waren vooral de Kroaten en Slovenen, die nu onder Italiaans gezag kwamen, waar hun rechten niet meer gerespecteerd zouden worden. Dit gold ook voor de Oostenrijkse bevolking in Zuid Tirol. Het pact diende als richtsnoer voor het Verdrag van Rapallo in 1920.
In de Tweede Wereldoorlog zou Italië zijn aanspraken op de gebieden in Joegoslavië en Albanië militair proberen door te zetten. Voorbeelden hiervan zijn de annexatie van Rijeka, de verovering van Albanië en de bezetting van een deel van het huidige Slovenië. De gevolgen van het pact werden door de Tweede Wereldoorlog grotendeels ongedaan gemaakt. Italië deed afstand van de Dodekanesos, Primorska, Istrië en Albanië. Van de in het pact genoemde gebieden zijn uiteindelijk alleen Triëst, Gorizia en Zuid-Tirol voor Italië behouden.